# Matilde Lundorf Skovsen
Matilde Lundorf Skovsen (Nottingham, 19 januari 1999) is een voetbalspeelster uit Denemarken. Ze speelt als verdediger voor SSD Napoli in de Serie A.

## Clubcarrière
Lundorf Skovsen begon met voetballen in de jeugd van IK Skovbakken. In het seizoen 2015/16 was ze onderdeel van de jeugdopleiding van Paris Saint-Germain.  Vervolgens vertrok ze naar VSK Aarhus in de Elitedivisionen waar ze van 2016 tot 2019 speelde. In juli 2019 tekende ze een profcontract bij Brighton & Hove Albion, waarmee ze actief was in de Super League.
Op 7 juli 2020 maakte Lundorf Skovsen de overstap naar Juventus FC. Na een korte terugkeer in Denemarken bij HB Køge, kwam Lundorf Skovsen in eveneens in Italië uit voor FC Como en SSD Napoli.

## Statistieken
| Seizoen | Club                     | Land       | Competitie      | Wedstrijden | Doelpunten |
| ------- | ------------------------ | ---------- | --------------- | ----------- | ---------- |
| 2019/20 | Brighton and Hove Albion | Engeland   | Super League    | 8           | 0          |
| 2020/21 | Juventus FC              | Italië     | Serie A         | 19          | 1          |
| 2021/22 | Juventus FC              | Italië     | Serie A         | 16          | 0          |
| 2022/23 | Juventus FC              | Italië     | Serie A         | 5           | 0          |
| 2022/23 | HB Køge                  | Denemarken | Elitedivisionen | 10          | 0          |
| 2023/24 | FC Como                  | Italië     | Serie A         | 24          | 0          |
| 2024/25 | SSD Napoli               | Italië     | Serie A         | 25          | 1          |
| Totaal  | Totaal                   | Totaal     | Totaal          | 97          | 2          |

Laatste update: 17 juli 2025

## Interlandcarrière
Lundorf Skovsen maakte haar debuut voor het Deense nationale team in 2022.